# 2993 Wendy
2993 Wendy eller 1970 PA är en asteroid i huvudbältet som upptäcktes den 4 augusti 1970 av Perth-observatoriet. Den är uppkallad efter astronomen Peter Birch´s fru.
Asteroiden har en diameter på ungefär 11 kilometer och den tillhör asteroidgruppen Eunomia.